# Казьмин, Игорь Александрович
Игорь Александрович Казьмин (8 сентября 1965) — советский и российский футболист, играл на всех позициях полевого игрока.

## Карьера
Воспитанник школы московского «Локомотива». С 1982 по 1983 играл за молодёжную команду «Локомотива». В 1984 году играл за молодёжную команду ЦСКА. Дебютировал на взрослом уровне в 1985 году в клубе ФШМ. В 1986 году перешёл в московский «Спартак», однако матчей за клуб не провёл и вскоре перебрался в «Красную Пресню». В 1989 году играл за могилёвский «Днепр». В 1990 году перешёл в ярославский «Шинник». 29 марта 1992 года в выездном матче 1-го тура против «Ростсельмаша» дебютировал за «Шинник» в высшей лиге. В 1994 году, будучи игроком «Шинника», завершил профессиональную карьеру.